# Annette Hanshaw
Annette Hanshaw (New York, 18 ottobre 1901 – New York, 13 marzo 1985) è stata una cantante jazz statunitense.
È stata una delle prime grandi interpreti di jazz. Attiva negli anni venti, fu protagonista della scena musicale assieme ad Ethel Waters, Bessie Smith e le Boswell Sisters. Fra i colleghi ebbe Frank Ferera. Ha avuto una carriera prolifica in termini di incisioni discografiche.

## Biografia
Il modo di cantare tipicamente jazzie - rilassato e confidenzialmente suadente - di Hanshaw ha influenzato la musica popolare statunitense dei tardi anni venti. Sebbene lei non tenesse in grande considerazione le sue qualità vocali, ebbe sempre un grande seguito di estimatori capaci di apprezzarne soprattutto lo stile che mescolava l'ingenuità tipica dell'età adolescenziale e lo spirito delle cosiddette flapper, le ragazze alla moda che portavano il caschetto e vestivano alla Louise Brooks (quasi delle proto-femministe), un folto gruppo di cui facevano parte celebrità come Zelda Sayre, moglie di Francis Scott Fitzgerald.
Hanshaw si guadagnò così ben presto il nomignolo di The Personality Girl. Suo marchio di fabbrica divenne la frase That's all (Questo è tutto) pronunciata con voce infantile in chiusura di molte registrazioni discografiche.

### Star della discografia anni venti
Fra il settembre 1926 ed il febbraio 1934 la cantante incise parecchi dischi. Dal 1926 al 1928 per Pathe Records (etichette di riferimento erano Pathe e Perfect Records). A partire da giugno 1928 iniziò a incidere la Columbia; gran parte di questa produzione fu commercializzata sotto etichette destinate al mercato popolare (dime store, i negozi da un centesimo) come Harmony Records, Diva Records|Diva, Clarion Records e Velvet Tone Records.
Oltre alle edizioni economiche, i dischi di Hanshaw ebbero distribuzione regolare e a prezzo pieno, su etichette, oltre che Columbia Records, come la OKeh Records. In alcune distribuzioni apparve con lo pseudonimo Gay Ellis, che fu adottato in particolare per canzoni di contenuto strettamente sentimentale. Altri suoi alias furono anche Dot Dare o Patsy Young.
A partire dall'agosto 1932, Hanshaw passò alla ARC la casa discografica che distribuiva le etichette Melotone Records, Perfect Records, Conqueror Records, Oriole Records e Romeo Records.
La sua ultima registrazione fonografica risale al 3 febbraio 1934 per l'etichetta ARC-Vocalion Records.

### Al cinema
Hanshaw ha fatto una sola apparizione in un film a cortometraggio, nel 1933, in una produzione Paramount. Il titolo era Captain Henry's Radio Show e il film era una trasposizione per il cinema di una popolare trasmissione radiofonica del giovedì sera - Maxwell House Show Boat, a cui la cantante stessa partecipò dal 1932 al 1934.

### Ritiro
Verso la fine degli anni trenta, stanca dell'attività portata avanti negli anni precedenti, Hanshaw decise di ritirarsi dal mondo dello spettacolo per condurre una tranquilla vita coniugale con il marito, il produttore esecutivo della Pathé Records Herman "Wally" Rose. In anni successivi fece tuttavia un timido ritorno sulle scene registrando due dischi-demo, che peraltro non vennero mai commercializzati.
È morta per le conseguenze di un tumore nel 1985 al New York Hospital dopo un lungo periodo di malattia. Viveva a Manhattan.
Raccolte discografiche di Hanshaw sono state distribuite su CD Red Book dalla Sensation Records. Un ulteriore motivo di revival di quest'interprete si è avuto nel 2008 con l'animazione indiana Sita Sings the Blues, centrata sul poema epico indiano Rāmāyaṇa visto secondo la prospettiva di Sītā, che ha come sottofondo esibizioni canore di Annette Hanshaw.

### Controversia sulla data di nascita
A lungo si è creduto che Hanshaw fosse nata nel 1910 ed avesse iniziato a incidere dischi quando non era ancora sedicenne. In tempi recenti si è invece potuto constatare che l'anno in cui nacque era invece il 1901 e che debuttò come cantante a venticinque anni, quando iniziò a incidere dischi (settembre 1926). Il nipote della cantante, Frank W. Hanshaw III, ha confermato la circostanza.

## Discografia
- Lovable & Sweet: 25 Vintage Hits (CD Asv Living Era)